# セリーヌ・シアマ
セリーヌ・シアマ（Céline Sciamma, 1978年11月12日 - ）は、フランスの脚本家、映画監督である。

## 略歴
裕福なイタリア系家族の出身。2004年に脚本家としてキャリアをスタートさせ、2本の短編映画の脚本を手がけた後、2007年に長編『水の中のつぼみ』で映画監督デビューを果たす。この作品は第60回カンヌ国際映画祭のある視点部門に正式出品された。
2作目の『トムボーイ』も第61回ベルリン国際映画祭のパノラマ部門のオープニング作品として上映され、テディ賞を受賞。3作目の『ガールフッド』は、パリ郊外に住むアフリカ系少女たちの閉塞した生活を描き、ストックホルム国際映画祭（2014）でグランプリを受賞した。
2016年公開のストップモーション・アニメーション映画『ぼくの名前はズッキーニ』では脚本を務め、セザール賞脚色賞を受賞。作品自体はアカデミー長編アニメ映画賞にノミネートされた。
2019年、監督作『燃ゆる女の肖像』が第72回カンヌ国際映画祭コンペティション部門に出品され、脚本賞を受賞し、また女性監督として初めてクィア・パルム賞を受賞。2021年の『秘密の森の、その向こう』は第71回ベルリン国際映画祭コンペティション部門に出品された。

## 私生活
女優アデル・エネルと暮らしていたが、『燃ゆる女の肖像』の撮影前に友好的に破局する。

## フィルモグラフィ
| 年   | 作品名                                           | 備考                                                                                       |
| ---- | ------------------------------------------------ | ------------------------------------------------------------------------------------------ |
| 2007 | 水の中のつぼみ Naissance des Pieures             | 監督・脚本                                                                                 |
| 2011 | トムボーイ Tomboy                                | 監督                                                                                       |
| 2014 | ガールフッド Bande de filles                     | 監督・脚本                                                                                 |
| 2016 | 17歳にもなると Quand on a 17 ans                 | 脚本                                                                                       |
| 2016 | ぼくの名前はズッキーニ Ma vie de Courgette       | 脚本 セザール賞脚色賞受賞                                                                  |
| 2019 | 燃ゆる女の肖像 Portrait de la jeune fille en feu | 監督・脚本 カンヌ国際映画祭脚本賞・クィア・パルム賞受賞 セザール賞監督賞・脚本賞ノミネート |
| 2021 | 秘密の森の、その向こう Petite Maman              | 監督・脚本・衣装                                                                           |